# Roberto Succo
Roberto Succo (n. 3 aprilie 1962, Veneția, Italia – d. 23 mai 1988, Vicenza, Italia) a fost un criminal în serie și psihopat italian care a comis mai multe crime și alte acte de violență, în principal în Italia și Franța, în anii 1980.

## Biografie
Succo s-a născut în Mestre. La 12 aprilie 1981, și-a ucis mama, Maria, înjunghiind-o de 32 de ori, apoi pe tatăl său, ofițer de poliție, care refuzase să-i împrumute mașina. A ascuns cadavrele în cada de baie, acoperindu-le cu apă și var pentru a întârzia decompoziția, după care a fugit cu pistolul de serviciu al tatălui (un Beretta 92). A părăsit orașul Mestre, dar ancheta l-a identificat rapid ca principal suspect. Două zile mai târziu, a fost arestat la ieșirea dintr-o pizzerie din San Pietro al Natisone, aproape de granița cu Iugoslavia, unde revenise temporar. Considerat iresponsabil din punct de vedere psihic, a fost condamnat la zece ani de internare într-un spital psihiatric judiciar din Reggio Emilia. În timpul detenției, s-a comportat exemplar, studiind geologia la Universitatea din Parma.
După cinci ani, la 15 mai 1986, profitând de un permis temporar, a evadat din spital și a fugit în Franța, folosind acte false și schimbându-și numele în „Kurt”. În următorii ani, a comis multiple infracțiuni: spargeri, violuri, crime (inclusiv asasinarea a două femei, unui medic și a doi polițiști în Franța), răpiri și deturnări de autovehicule, devenind „Inamicul Public Nr. 1” în Franța, Italia și Elveția. Recunoscut de un student în Aix-les-Bains la 6 aprilie 1988, Succo s-a întors în Italia, unde a fost arestat pe 28 februarie 1988 în Mestre. La 1 martie 1988, în timpul unei tentative de evadare, a căzut de pe acoperișul închisorii din Treviso. La 23 mai 1988, s-a sinucis în celula sa din închisoarea „San Pius X” din Vicenza, sufocându-se cu o pungă de plastic.

## Victime
- Maria și Nazario Succo, părinții săi, uciși în Mestre la 12 aprilie 1981.
- Michel Morandin, inspector al jandarmeriei, ucis în Toulon, Var la 2 februarie 1987. Colegul său, Claude Aiazzi, a fost rănit.
- André Castillo, sergent al jandarmeriei, ucis în Tresserve, Savoie la 2 aprilie 1987. Cadavrul său a fost găsit în Veyrier-du-Lac, Haute-Savoie, iar mașina sa a fost descoperită în Lausanne, Elveția.
- France Vu-Dinh, ucisă în Annecy, Haute-Savoie, la 3 aprilie 1987. Cadavrul nu a fost niciodată găsit.
- Michel Astoul, posibil ucis în Sisteron, Alpes-de-Haute-Provence la 3 aprilie 1987. Cadavrul a fost descoperit la 28 octombrie în Épersy, Savoie.
- Claudine Duchosal, violată și ucisă în Menthon-Saint-Bernard, Haute-Savoie, la 6 octombrie 1987.

## Legături externe
- it Despre Roberto Succo Arhivat în 5 martie 2016, la Wayback Machine.